# Programmations du Graspop Metal Meeting des années 2000
Cet article présente les programmations du Graspop Metal Meeting des années 2000.

## 2000
| Samedi 24 juin                                                                       | | |
| Mainstage                                                                            | Marquee I                                                                                             | Marquee II                                                                                                |
| Iron Maiden Machine Head Rollins Band Saxon Testament Gamma Ray Entombed Dirty Deeds | My Dying Bride Anathema Tristania Samael Apocalyptica Cannibal Corpse God Dethroned Oceans of Sadness | Cro-Mags Madball Skarhead No Fun at All 59 Times the Pain Liberator Bombshell Rocks Voice of a Generation |

## 2001
| Vendredi 22 juin                                                                     |
| Marquee I / Campfest                                                                 |
| Nevermore Action in DC Rose Tattoo Destruction Devin Townsend Ancient Rites Metalium |

| Samedi 23 juin                                                                                        |                                                                                 |                                                                                      |
| Mainstage                                                                                             | Marquee I                                                                       | Marquee II                                                                           |
| Judas Priest Cradle of Filth Megadeth Motörhead Savatage Primal Fear Farmer Boys Kill II This Pist.On | Marduk Within Temptation Six Feet Under Macabre The Haunted Orphanage Unleashed | Suicidal Tendencies Dropkick Murphys Sick of It All Shelter Backfire Awkward Thought |

## 2002
| Vendredi 5 juillet                                         |                                                                             |
| Marquee I                                                  | Marquee II                                                                  |
| Saxon Anathema Kreator Moonspell Doro Rage Manic Mouvement | Agnostic Front After Forever Less Than Jake In Extremo Massif Skarhead Xeah |

| Samedi 6 juillet                                                                                |                                                                        |                                                            |
| Mainstage                                                                                       | Marquee I                                                              | Marquee II                                                 |
| Slayer Dream Theater Machine Head Bruce Dickinson Halford Tristania Edguy Calibre (en) Evergrey | My Dying Bride Immortal Cannibal Corpse Hypocrisy Arch Enemy Dismember | Biohazard Slapshot The Vandals D.R.I. Deviate Subzero (en) |

## 2003
| Vendredi 4 juillet                                                |                                                              |
| Marquee I                                                         | Marquee II                                                   |
| Type O Negative Sepultura Opeth Samael Mastodon Oceans of Sadness | Stratovarius Apocalyptica Overkill Masterplan Atreyu Aborted |

| Samedi 5 juillet                                                                               |                                                                         |                                                                  |
| Mainstage                                                                                      | Marquee I                                                               | Marquee II                                                       |
| Iron Maiden Alice Cooper Within Temptation Anthrax Murderdolls Arch Enemy Doro Pro-Pain Killer | Ministry Lacuna Coil Six Feet Under Finntroll The Haunted Deströyer 666 | Stone Sour Sick of It All Hatebreed Prong Youth of Today Convict |

## 2004
| Vendredi 25 juin                                                               |                                                                        |
| Mainstage                                                                      | Marquee I                                                              |
| Iced Earth Anathema In Extremo Circle II Circle Action in DC Cowboy and Aliens | Exodus Hypocrisy After Forever Suffocation Dillinger Escape Plan Epica |

| Samedi 26 juin                                                                            |                                                                   |                                                                     |
| Mainstage                                                                                 | Marquee I                                                         | Marquee II                                                          |
| Alice Cooper Slipknot Motörhead Soulfly Queensrÿche Pleymo Brides of Destruction Evergrey | Cradle of Filth My Dying Bride Anthrax Morbid Angel Oomph! Scarve | Agnostic Front Terror Blood for Blood Discipline Backfire Do or Die |

| Dimanche 27 juin                                                                  |                                                                                    |                                                                   |
| Mainstage                                                                         | Marquee I                                                                          | Marquee II                                                        |
| Judas Priest Life of Agony Fear Factory Saxon Testament Destruction Seven Witches | Dimmu Borgir Children of Bodom Therion Death Angel Dying Fetus Malevolent Creation | Hatebreed Ill Niño Ignite Chimaira Killswitch Engage Shadows Fall |

## 2005
| Vendredi 24 juin                                                                   |                                                                  |                                                                                         |                                                                        |
| Mainstage                                                                          | Marquee I                                                        | Marquee II                                                                              | Metal Dome                                                             |
| System of a Down Within Temptation Papa Roach Helmet Alter Bridge The Ga Ga's (en) | Nevermore Megadeth Metal Church Grave Digger Enslaved Immolation | Kreator Dillinger Escape Plan Madball H2O Caliban The Eighties Matchbox B-Line Disaster | In-Quest Autumn Axamenta JudasVille Cowboys and Aliens Chimaira Sengir |

| Samedi 25 juin                                                  |                                                        |                                                                          |
| Mainstage                                                       | Marquee I                                              | Marquee II                                                               |
| Slipknot Slayer Accept Hatebreed Kamelot Epica Soilwork Skitsoy | In Flames Sirenia Samael Amon Amarth Gorefest Behemoth | Anthrax Sick of It All Mastodon Rose Tattoo Pro-Pain Peter Pan Speedrock |

| Dimanche 26 juin                                                                      |                                                                         |                                                      |
| Mainstage                                                                             | Marquee I                                                               | Marquee II                                           |
| Iron Maiden Dream Theater Dio Yngwie Malmsteen Primal Fear Axel Rudi Pell Dragonforce | Lacuna Coil Dark Tranquillity Nuclear Assault Aborted Oceans of Sadness | Terror Amen Walls of Jericho Murphy's Law Hatesphere |

## 2006
| Vendredi 23 juin                                                      |                                                                         |                                                           |                                                                                     |
| Mainstage                                                             | Marquee I                                                               | Marquee II                                                | Metal Dome                                                                          |
| Whitesnake Lacuna Coil Michael Schenker Group Edguy Trivium Y&T Anvil | Satyricon Moonspell The Gathering Stream of Passion Leaves' Eyes Sengir | Die Krupps Evergrey Soilwork 36 Crazyfists Gojira Darkane | Axamenta Leng Tch'e Callenish Circle Panchrysia Iconoclasm Battalion The Maple Room |

| Samedi 24 juin                                                                                        |                                                            |                                                                              |                                                              |
| Mainstage                                                                                             | Marquee I                                                  | Marquee II                                                                   | Metal Dome                                                   |
| Guns N'Roses Soulfly Alice in Chains Stone Sour Avenged Sevenfold Bullet for My Valentine Bloodsimple | Opeth My Dying Bride Nile Obituary Ancient Rites Akercocke | Death Angel Ill Niño Jon Oliva's Pain The New York Dolls The Datsuns Caliban | Action in DC Up the Irons Ozzy Oz Purple Strangers Nutellica |

| Dimanche 25 juin                                                          |                                                                   |                                                                         |
| Mainstage                                                                 | Marquee I                                                         | Marquee II                                                              |
| Motörhead Saxon Helloween In Flames Armored Saint Dragonforce Machine Men | Cradle of Filth After Forever Exodus Enthroned Ensiferum In-Quest | Arch Enemy Agnostic Front Ignite DevilDriver Beyond Fear As I Lay Dying |

## 2007

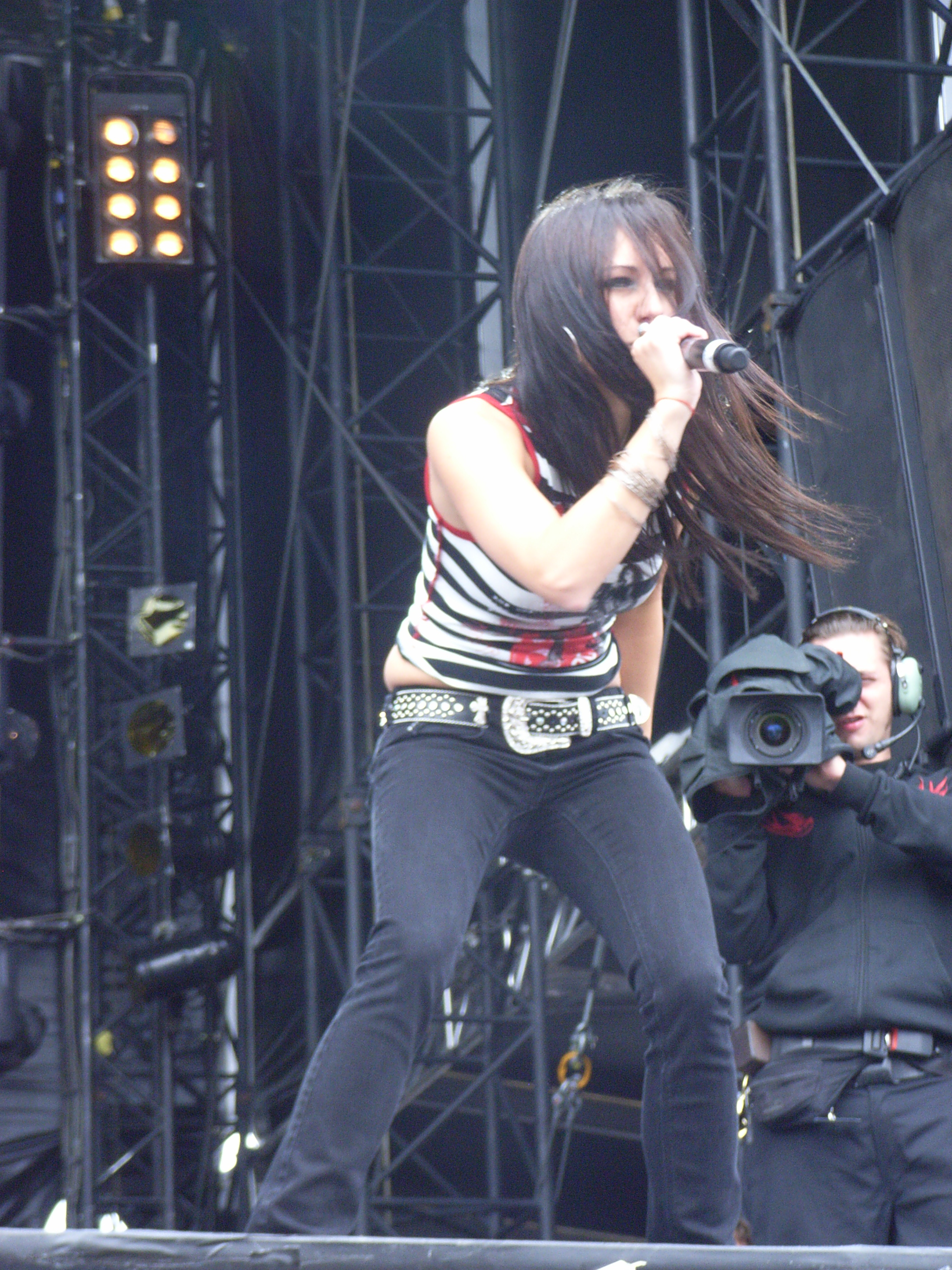
Lauren Harris, Graspop Metal Meeting 2007

| Vendredi 22 juin                                                      |                                                                          |                                                          |                                          |
| Mainstage                                                             | Marquee I                                                                | Marquee II                                               | Metal Dome                               |
| Aerosmith Chris Cornell Within Temptation Static-X Thin Lizzy Fastway | Blind Guardian Joe Satriani Pain of Salvation Grave Digger Epica Sabaton | Therion Type O Negative Celtic Frost Amorphis Vader 1349 | Volbeat Belphegor Textures Crimson Falls |

| Samedi 23 juin                                                                      |                                                                  | |                                                |
| Mainstage                                                                           | Marquee I                                                        | Marquee II                                                                                                 | Metal Dome                                     |
| Iron Maiden Korn Heaven and Hell Life of Agony Stone Sour Lamb of God Lauren Harris | Dimmu Borgir Tiamat Cannibal Corpse Atheist Sirenia Brutal Truth | Me First and the Gimme Gimmes Drowning Pool Less Than Jake Legion of the Damned Rose Hill Drive Spiralarms | Bloodsimple Scarve Thurisaz Suhrim Spoiler NYC |

| Dimanche 24 juin                                                                                      |                                                                |                                                                |                                                                           |
| Mainstage                                                                                             | Marquee I                                                      | Marquee II                                                     | Metal Dome                                                                |
| Ozzy Osbourne Slayer Children of Bodom Papa Roach HammerFall Black Label Society Chimaira DevilDriver | Amon Amarth Finntroll Korpiklaani Moonsorrow Turisas Eluveitie | Mastodon As I Lay Dying Unearth Cynic Mercenary In This Moment | Stormrider Oceans of Sadness El Guapo Stuntteam Spoil Engine Asrai Welkin |

## 2008
| Vendredi 27 juin                                                 |                                                            |                                                |                                                                            |
| Mainstage                                                        | Marquee I                                                  | Marquee II                                     | Metal Dome                                                                 |
| Judas Priest Whitesnake Def Leppard Saxon Yngwie Malmsteen Tesla | Ministry Testament Symphony X Moonspell Black Stone Cherry | Morbid Angel Nile Obituary Deathstars Behemoth | Firewind Damn Your Idols The Lucifer Principle Steak Number Eight Dedicted |

| Samedi 28 juin                                                       |                                                                           |                                                                                  |                                                     |
| Mainstage                                                            | Marquee I                                                                 | Marquee II                                                                       | Metal Dome                                          |
| Kiss Cavalera Conspiracy Iced Earth Sonata Arctica Forbidden Sabaton | My Dying Bride Immortal Korpiklaani Dying Fetus Hollenthon Novembers Doom | Helmet Bring Me the Horizon 36 Crazyfists Agent Steel Bleeding Through Throwdown | Delain Valient Thorr Alestorm Die Mannequin Hacride |

| Dimanche 29 juin                                                                                       |                                                           |                                                  |                                                                                  |
| Mainstage                                                                                              | Marquee I                                                 | Marquee II                                       | Metal Dome                                                                       |
| Iron Maiden In Flames Avenged Sevenfold Bullet for My Valentine Apocalyptica Rose Tattoo Lauren Harris | At the Gates Primordial Soilwork Alchemist Rotting Christ | Arch Enemy Madball Converge Comeback Kid Disfear | Action in DC Shai Hulud The Seventh Witchsmeller Pursuivant After All Black Tide |

## 2009
| Vendredi 26 juin                                                      |                                                                 |                                             |                                          |
| Mainstage                                                             | Marquee I                                                       | Marquee II                                  | Metal Dome                               |
| Mötley Crüe Heaven and Hell Soulfly Papa Roach Dragonforce Buckcherry | Dream Theater Blind Guardian W.A.S.P. Jon Oliva's Pain Firewind | Down Static-X Exodus Pestilence Lääz Rockit | The Gathering Samael Taake Lauren Harris |

| Samedi 27 juin                                                       |                                                                                |                                                                                               |                                                                       |
| Mainstage                                                            | Marquee I                                                                      | Marquee II                                                                                    | Metal Dome                                                            |
| Slipknot Korn Journey Hatebreed Mastodon Black Stone Cherry In-Quest | Lacuna Coil Death Angel Gojira Legion of the Damned Kataklysm Keep of Kalessin | Volbeat Monster Magnet Duff McKagan's Loaded Parkway Drive No Use for a Name All Shall Perish | Wolves in the Throne Room Dagoba Delain Negură Bunget Manic Mouvement |

| Dimanche 28 juin                                                       |                                                                          |                                                                               |                                                                    |
| Mainstage                                                              | Marquee I                                                                | Marquee II                                                                    | Metal Dome                                                         |
| Marilyn Manson Nightwish Disturbed Chickenfoot Trivium Lamb of God UFO | Children of Bodom Epica Sacred Reich Candlemass Scar Symmetry Warbringer | Sick of It All Anthrax DevilDriver Suicidal Tendencies God Forbid Diablo Blvd | Karma to Burn All That Remains Eths August Burns Red The Reckoning |

- Delain et Diablo Blvd remplacent Five Finger Death Punch et Flyleaf initialement prévus.
- Killswitch Engage a également dû annuler au dernier moment, remplacés par In-Quest;
- Black Stone Cherry, Hatebreed et Mastodon ont décalé leurs concerts pour permettre à In-Quest de jouer en premier sur la scène principale.